# Dżibutyjskie siły powietrzne
Dżibuti nie dysponuje własną flotą bojową i korzysta z obrony Francuskich Sił Powietrznych, które utrzymują na jego terenie oddział samolotów Dassault-Breguet Mirage F-1C oraz śmigłowce Aérospatiale SA 330 Puma i Aérospatiale SA 342 Gazelle. Głównym zadaniem sił powietrznych (Force Aérienne Djiboutienne) są operacje transportowe.